# Dodonaea polyzyga
Dodonaea polyzyga är en kinesträdsväxtart som beskrevs av Ferdinand von Mueller. Dodonaea polyzyga ingår i släktet Dodonaea och familjen kinesträdsväxter. Inga underarter finns listade i Catalogue of Life.